# ماميكو نوتو
ماميكو نوتو (能登麻美子 نوتو ماميكو) هي مؤدية أصوات يابانية ولدت في 6 فبراير 1980 في كانازاوا، إيشيكاوا.

## أدوارها في الأنمي

### مسلسلات أنمي تلفزيونية
- خادم الصفر: فارس القمرين - تيفانيا
- خادم الصفر: رقصة الأميرات - تيفانيا
- خادم الصفر F - تيفانيا
- سكول رمبل - ياكومو تسوكاموتو
- سكول رمبل: الفصل الدراسي الثاني - ياكومو تسوكاموتو
- المعلم الساحر نيغيما! - نودوكا ميازاكي
- نيغيما!؟ - نودوكا ميازاكي
- تو لاف-رو - أوشيزو موراسامي
- لاينباريل الحديدي - إمي كيزاكي
- المقيم الأبدي - أوتونوتاتشيبانا ماكيي
- إلفن ليد - يوكا
- إينوياشا - رين
- إينوياشا: الجزء الأخير - رين
- طريق السلام - فاتن، جمانة
- فتاة الجحيم - آي إنما
- فتاة الجحيم: القفصين - آي إنما
- فتاة الجحيم: الإبريق ثلاثي القوائم - آي إنما
- فتاة الجحيم: رفيق المساء - آي إنما
- الرقيب كيرورو - أنغول موا
- X - كوتوري مونو
- كايبا - نيرو
- سر هاروكا نوغيزاكا - هاروكا نوغيزاكا
- شاكوغان نو شانا - هيكاتي
- شاكوغان نو شانا II - هيكاتي، فومينا كونوي
- شاكوغان نو شانا III(فاينل) - هيكاتي
- كلاند - كوتومي إيتشينوسي
- كلاند بعد القصة - كوتومي إيتشينوسي
- لافليس - هيتومي شينونومي
- فل ميتال بانيك! - شينجي كازاما
- فل ميتال بانيك؟ فوموفو - شينجي كازاما
- فل ميتال بانيك! The Second Raid - شينجي كازاما
- فل ميتال بانيك! Invisible Victory - شينجي كازاما
- ناروتو - كاتسويو
- ناروتو شيبودن - كاتسويو
- روك لي وأصدقائه النينجا - كاتسويو
- سولتي راي - أكسيلا ووريك
- سيمون - ريموني
- كينيتشي: التلميذ الأقوى - شيغوري كوساكا
- بيرسونا ترينيتي سول - أياني كوماتسوبارا
- سنغوكو باسارا - أويتشي
- سنغوكو باسارا تو - أويتشي
- برج درواغا 〜the Aegis of URUK〜 - جيل (أيام الطفولة)
- برج درواغا 〜the Sword of URUK〜 - جيل (أيام الطفولة)
- ترينيتي بلاد - إستر بلانشيت
- ويتشبليد - ماساني أماها
- كانان - هاكّو
- كوينز بليد: المحاربة المتجولة - توموي
- كوينز بليد: وريثة العرش - توموي
- باكوجان - لميس
- كيمي ني تودوكي - ساواكو كورونوما
- فيت/ستاي نايت - بيديفيير
- إندكس معينة خاصة بالسحر - آيسا هيميغامي
- إندكس معينة خاصة بالسحر II - آيسا هيميغامي
- رايلغان معينة خاصة بالعلم - آيسا هيميغامي
- موياشيمون - آوي موتو
- أميرة القناديل - جيجي
- فريزينغ - ساتيلايزر إل بريدجيت، كازوها آوي
- فريزينغ فايبريشن - ساتيلايزر إل بريدجيت
- بليتش - هاروكو
- بنغويندرام - يوري توكيكاغو
- أرشيف دانتاليان - كاميلا ساوزر كينز
- حفيد نوراريهيون: عاصمة العفاريت - هاغورومو غيتسوني، يامابوكي أوتومي
- بلاك روك شوتر - سايا إيرينو
- البدلة المتنقلة جاندام إيج - ويلنا جانيستي
- فايري تايل - ميفيس فيرميليون
- سبيس داندي - Z
- طموحات أودا نوبونا - إيماغاوا يوشيموتو
- كنز نانانا ريوغاجو - يوكيهيمي فوغي
- أكامي غا كيل! - شيلي
- آيكاتسو! - رينغو هوشيميا
- سيليكتور سبريد ويكروس - إيونا أورازوي الحقيقية
- يوريكوما أراشي - حبيب يوريكا هاكوناكا
- كانكولي - تايهو
- شوكوغكي نو سوما - هيناكو إينوي
- شوكوغكي نو سوما: الطبق الثاني - هيناكو إينوي
- غانغستا - أليكس بينيديت
- كذبتك في أبريل - ساكي أريما
- فرسان سيدونيا - يوري شيناتوسي
- فرسان سيدونيا: معركة الكوكب التاسع - يوري شيناتوسي
- آلدنوا زيرو - أولرين
- جبهة حاجز الدم - فالش روزو فالكتوفل غيريكا
- بلاستيك ميموريز - ماشا
- ياترمان الليلي - ميتشان
- مغامرة جوجو الغريبة: الماس لا ينكسر - يوكاكو ياماغيشي
- أورينج - والدة كاكيرو ناروسي
- رحلة العجائب 24 - ماري أنطوانيت
- أوكالتيك ناين - ريريكا نيشيزونو
- كواليديا كود - آيري يونامي
- وورلد تريغر - ليليث
- الأسرة العجيبة - بنتن، ياسابورو شيموغامو (أيام الطفولة)
- الأسرة العجيبة 2 - بنتن
- وكيل جنون العظمة - تسوكيكو ساغي
- طريق السعادة في ألعاب الإنترنت - موريكو موريوكا
- مكان أبعد من الكون - غين تودو
- بوبتيبيبيك - بيبيمي (الحلقة 11A)
- غولدن كاموي - إنكارمات
- الخلايا تعمل! - الراوية
- كاليغولا - والدة ميفوي شينوهارا (الصوت الأول)
- المحقق كونان - ماري أسو (قضية قط كاليكو المحظوظ)
- نو غيم نو لايف - فيل نيرفالين
- ياشاهيمي: أميرة أنصاف الشياطين - رين
- ذا لو أوف ويكي - رينكو جيرالد

### أوفا أنمي
- سكول رمبل: حصص إضافية - ياكومو تسوكاموتو
- سكول رمبل: الفصل الدراسي الثالث - ياكومو تسوكاموتو
- المعلم الساحر نيغيما!: الربيع - نودوكا ميازاكي
- المعلم الساحر نيغيما!: الصيف - نودوكا ميازاكي
- المعلم الساحر نيغيما!: الجناح الأبيض ALA ALBA - نودوكا ميازاكي
- المعلم الساحر نيغيما!: عالم آخر - نودوكا ميازاكي
- نيموزين - رين أسوغي
- كوينز بليد: المحاربات الجميلات - توموي
- سوبرنتشرل ذي أنيميشن - ليلي بيكر

### أفلام أنمي
- CLANNAD - كوتومي إيتشينوسي
- إينوياشا: مشاعر تتخطى الزمان - رين
- إينوياشا: قلعة الخيال داخل المرآة - رين
- إينوياشا: سيف السيطرة على العالم - رين
- إينوياشا: جزيرة هوراي القرمزية - رين
- سلسلة أفلام حدود الفراغ
  - حدود الفراغ: الفصل الثالث «بقايا الألم» - فوجينو أساغامي
  - حدود الفراغ: الفصل الرابع «كهف الدير» - فوجينو أساغامي
- سنغوكو باسارا: ذا لاست بارتي - أويتشي
- سلسلة أفلام كود غياس: أكيتو المنفي
  - كود غياس: أكيتو المنفي: الفصل الثاني «انقسام التنين» - ماريا شاينغ
- سلسلة أفلام بيرسونا 3 ذا موفي
  - بيرسونا 3 ذا موفي: #1 Spring of Birth - فوكا ياماغيشي
- طوكيو غودفارز - كيوكو
- فيلم بوكيمون: نهوض داركراي - أليس (أيام الطفولة), أليسيا (أيام الطفولة)

## أدوارها في ألعاب الفيديو
- سونيك أند ذا بلاك نايت - ميرلينا
- بيرسونا 3 - فوكا ياماغيشي
- بيرسونا 3 فيس - فوكا ياماغيشي
- بيرسونا 3 بورتبل - فوكا ياماغيشي
- بيرسونا 4 أرينا - فوكا ياماغيشي
- بيرسونا 4 أرينا ألتيماكس - فوكا ياماغيشي
- بيرسونا Q شادو أوف ذا لابيرينث - فوكا ياماغيشي
- بيرسونا 3 دانسينغ إن مونلايت - فوكا ياماغيشي
- سنغوكو باسارا: ساموراي هيروز - أويتشي
- دراكنغارد 3 - ثري
- تيكن تاغ تورنمنت 2 - جون كازاما
- فيت/إكستيلا: ذي أمبرال ستار - ألتيرا
- زيرو إسكيب: فيرتشوز لاست ريوارد - لونا

## أدوارها في الدبلجة اليابانية
- هي - كاثرين

## وصلات خارجية
- ماميكو نوتو على موقع IMDb (الإنجليزية)
- ماميكو نوتو على موقع ميوزك برينز (الإنجليزية)
- ماميكو نوتو على موقع قاعدة بيانات الفيلم (الإنجليزية)
- ماميكو نوتو على موقع ANN person (الإنجليزية)